# Вигідний контракт
«Вигідний контракт» (рос. Выгодный контракт) — радянський чотирьохсерійний телевізійний художній фільм 1979 року режисера Володимира Савельєва кіностудії ім. Олександра Довженка.
Прем'єра фільму відбулася на Центральному телебаченні 17 червня 1980 року.

## Сюжет
На артиста Нікітіна, який приїхав в Одесу на зйомки фільму, здійснено зухвалий напад. У ході розслідування з'ясувалося, що Нікітін був прийнятий за іншого — власника однакової з ним жовтої нейлонової куртки телефоніста Кудінова. Починається слідство...

## У ролях
- Олексій Ейбоженко - полковник міліції, заступник. начальника УВС Микола Осинцев
- Олександр Денисов - актор Андрій Нікітін
- Данило Нетребін - водій вантажівки Гобко
- Володимир Плотніков - Бандит Семаков ( «Кушнір»)
- Олександр Лазарєв - генерал КДБ Олександр Трегубовч
- Олександр Пороховщиков - Майор КДБ Разгонов
- Анатолій Ромашин - підполковник КДБ Анатолій Кірєєв
- Паул Буткевич - торговий представник корпорації «Цезар Індастрі» Адамс Хадсон
- Рогволд Суховерко - Станіслав Юдін (озвучив Євген Кіндінов)
- Володимир Татосов - постачальник одеського заводу «Маяк» Терентьєв
- Ернст Романов - директор хутряного магазина Захар Шульгін Борисович
- Олександр Голобородько - учений, інженер одеського заводу «Маяк» Олег Ведерніков (озвучив Павло Морозенко)
- Михайло Зимін - директор торгового об'єднання міністерства зовнішньої торгівлі Аркадій Крилов
- Микола Дупак - директор НДІ Віктор Вітковський
- Раїса Недашківська - Віра
- Інга Будкевич - журналістка «Ньюсдей»
- Олександр Захаров -курсант міліції Ожегов
- Борис Зайденберг -підполковник міліції Зубарєв
- Федір Панасенко -старшина міліції Василь Волочай
- Андрій Праченко - Рябінкін
- Бессаріон Хідашелі - підполковник міліції, оперативник - Шевладзе Георгій
- Борис Руднєв - Силаєв
- Леонід Яновський - телефоніст Гнат Кудінов
- Людмила Лобза - заправниця на бензоколонці Фаїна Герасимова
- Людмила Кузьміна -заправниці на бензоколонці Люся Сисоєва
- Андрій Гончар - Бандит Богатирьов («Богатир»)
- Ервін Кнаусмюллер -німецький промисловець Фольман
- В'ячеслав Гостинський - Рубіані
- Алефтіна Євдокимова -старший товарознавець Люда Ізвєкова
- Валентин Черняк - майор
- Микола Абрашин - капітан
- Андрій Думініка - начальник пошти
- Рудольф Мухін - оперативник
- Станіслав Корєнєв - співробітник розшуку
- Неоніла Гнеповська - учасниця наради
- Сергій Сібель - учасник наради
- Надія Єрмакова - Марія-Луїза
- Валерій Мотренко - Зинов'єв
- Олександр Циганков - двірник

## Знімальна група
- Автор сценарію: Ігор Старков, Михайло Прудніков, Віктор Титов, Геннадій Костюков
- Режисер-постановник: Володимир Савельєв
- Оператор-постановник: Василь Трушковський
- Композитор: Ян Фрейдлін
- Художник-постановник: Юрій Муллер
- Звукооператор: Г. Матус
- Режисер: Г. Зільберман
- Оператори: В. Анісімов, О. Ткачук
- Государственный симфонический оркестр кинематографии
  - Дирижер: В. Васильєв
- Художник по костюмах: В. Катренюк, Л. Черемних
- Художник-гример: Л. Семашко
- Інженери відеозапису: А. Прядко, В. Дубов, Я. Вржесневський
- Монтажери: А. Брюнчугіна, Е. Лукашенко
- Редактор: Олександр Кучерявий
- Комбіновані зйомки:
  - Оператор: М. Бродський
  - Художник: М. Полунін
- Асистенти режисера: І. Чепурнова, В. Фомиченко
- Асистент звукооператора: Т. Чепуренко
- Асистент художника: Г. Усенко
- Консультанти: генерал-лейтенант юстиції Б. Вікторов, генерал-майор Н. Наримов
- Адміністративна група: Р. Рувинський, М. Лакушев
- Директори: Борис Волинський, Петро Тарасов